# 1967年のメジャーリーグベースボール
以下は、メジャーリーグベースボール（MLB）における1967年のできごとを記す。
1967年4月10日に開幕し10月12日に全日程を終え、ナショナルリーグはセントルイス・カージナルスが3年ぶり11度目のリーグ優勝で、アメリカンリーグはボストン・レッドソックスが21年ぶり8度目のリーグ優勝であった。ワールドシリーズはセントルイス・カージナルスがボストン・レッドソックスを4勝3敗で破り、3年ぶり8度目のシリーズ制覇であった。
1966年のメジャーリーグベースボール - 1967年のメジャーリーグベースボール - 1968年のメジャーリーグベースボール

## できごと
ナショナルリーグは、前年ケン・ボイヤーをメッツへ、ビル・ホワイトとディック・グロートとボブ・ユッカーをフィリーズに、レイ・サデツキーをジャイアンツへ放出して6位に沈んだカージナルスが至宝スタン・ミュージアルをGMにおき、前年途中にジャイアンツからサデツキーと交換トレードで獲得したオーランド・セペダが打率.325、本塁打25本、打点111の活躍で、加えてカート・フラッド(打率.335)が打ち、ルー・ブロック(盗塁53)が2年連続盗塁王となり、ヤンキースからトレードで獲得したロジャー・マリスは手首の故障ですでに大砲ではなくなっていたが外野陣の中核として活躍した。
そして投手陣ではエースのボブ・ギブソンがシーズン前半に脚のケガで13勝止まりだったが急遽先発に回ったセルソン・ブライズが9連勝し、新人ディック・ヒューズ(16勝)、スティーブ・カールトン(14勝)らの踏ん張りで3年ぶりのリーグ優勝となった。セペダが打点王とリーグMVPを獲得し、レッド・ショーエンディーンスト が監督になってから3年目の初戴冠であった。
パイレーツのロベルト・クレメンテ (打率.357)が5度目の首位打者となり1961年に初めて受賞してから7年間で5度目のタイトル獲得でここまで8年連続3割打者を維持していた。しかしこれが最後のタイトルとなった。ブレーブスのハンク・アーロンが本塁打39本で2年連続4度目の本塁打王となった。以降本塁打王のタイトルは取れなかったが1957年から1973年までの17年間でわずか2年を除いて年間本塁打30本以上を15シーズン記録し、やがてベーブ・ルースの伝説の記録に到達する。ジャイアンツのマイク・マコーミック投手が自己最多の22勝を上げて最多勝を獲得した。また28歳でデビュー4年目のブレーブスのフィル・ニークロ投手がこの年初めて二桁の11勝を上げて最優秀防御率1.87を記録した。ナックルボーラーのフィル・ニークロは遅咲きながらこれ以降長く活躍して1986年までの20年間で19シーズンに二桁勝利を記録し、惜しくも二桁に達しなかった1981年は途中で50日間のストライキがあったために達成できなかった。最多奪三振は3年前のシーズン末の大失速で優勝を逃したフィリーズのジム・バニング(奪三振253)で7年ぶり3度目の受賞だった。バニングのシーズン奪三振は2年前が268(自己最多)で前年は252だったがいずれもサンディ・コーファックスに及ばなかったもので、コーファックスが引退した後に再び最多奪三振王となった。
アメリカンリーグは、レッドソックス、タイガース、ツインズ、ホワイトソックスの4球団のつばぜり合いで9月29日時点で最終2試合を残して1.5ゲーム差の中に4チームがひしめき合っていた。9月30日にセネタースに破れてホワイトソックスが脱落し、ツインズは対レッドソックス戦に勝てば優勝であったが敗れてツインズとレッドソックスは91勝で並び同率首位となり、10月1日の最終戦でレッドソックスがツインズに逆転勝ちして92勝となり、0.5ゲーム差で残っていたタイガースがダブルヘッダー第2試合でエンゼルスに負けたため91勝で終わり、レッドソックスが戦後すぐの1946年以来のリーグ優勝となった。主砲カール・ヤストレムスキーが打率.326、本塁打44本、打点121で三冠王となり、前年のフランク・ロビンソンに続いて2年連続で三冠王が誕生した。この三冠王はその後44年間現れず、2012年にタイガースのミゲル・カブレラが45年ぶりに三冠王となった。投手では ジム・ロンボーグが最多勝(22勝)と最多奪三振(246)で他に6月にインディアンスから獲得したゲイリー・ベルが12勝を稼いだことも大きかった。ヤストレムスキーがリーグMVP、ロンバーグがサイ・ヤング賞に選ばれた。最終戦で優勝を逃したツインズのハーモン・キルブルー(本塁打44本)がヤストレムスキーと並んで5度目の本塁打王となった。
1946年と同じカードとなったワールドシリーズでは、両チームともエースのボブ・ギブソンとジム・ロンボーグがそれぞれ2勝して3勝3敗となり、第7戦で両エースの投げ合いとなったが、ギブソンが本塁打を打つなど投打に活躍してセントルイス・カージナルスがシリーズを制した。3年前はヤンキースでこの年はカージナルスでプレーしたロジャー・マリスが第5戦で本塁打を打っている。

### ホワイティ・フォードの引退
前年最下位のニューヨーク・ヤンキースはこの年も低迷が続き9位に終わった。シーズン中の5月30日に1950年代から1960年代にかけてヤンキースのエースとして活躍したホワイティ・フォードが引退した。地元ニューヨークのマンハッタン育ちで高校卒業後1948年にヤンキースに入団。1950年のシーズン途中にメジャーデビューして20試合登板して9勝1敗の好成績であった。シーズン最終盤で0.5ゲーム差の2位で首位タイガースを追っていた時に対タイガース戦に新人ながら先発して勝利投手となり逆転優勝した。対フィリーズとのワールドシリーズでも第4戦に先発して9回2死まで投げて勝利投手となり早くから注目を集めた。しかしすぐに兵役に就き朝鮮戦争に2年間従軍して1953年にメジャーリーグに復帰し18勝を上げ、この年から1965年まで13年間を平均17勝の勝ち星を積み上げ負け越したことは無かった。1955年18勝、1961年25勝、1963年24勝で最多勝、1956年2.47、1958年2.01で最優秀防御率、1961年にはサイ・ヤング賞に選ばれている。ワールドシリーズは通算146イニング投げて10勝8敗、防御率2.71、1961年にはシリーズMVPで1960年から1962年にかけて33イニング連続無失点のメジャーリーグ記録を作り、当時ミッキー・マントルと並ぶヤンキースの至宝であった。前年から左腕の故障で思うような投球が出来ず、両年とも2勝しか出来なかった。通算236勝106敗、奪三振1956、防御率2.75。1974年に親友でもあったマントルとともに殿堂入りした。

### 最優秀新人の2人
この年の両リーグの新人王は、アメリカンリーグがツインズのロッド・カルー 、ナショナルリーグがメッツのトム・シーバーであった。ロッド・カルーは137試合に出場、打率.292、本塁打8本、打点51で3年目の1969年に打率.332で初の首位打者となって以降通算7度の首位打者に輝き、15年連続3割を打ち生涯通算打率.328を記録した。トム・シーバーは前年メッツに入団してこの年メジャーデビューを果たし、16勝13敗でリーグ最下位のチームから初めての新人王となった。やがてあのミラクルメッツの立役者となり以降10年間で最多勝2回、最優秀防御率3回、最多奪三振5回に輝き通算311勝の成績を残した。

### コニグリアロの死球
2年前に本塁打王を獲得したレッドソックスのトニー・コニグリアロは、この年7月のオールスターに初めて選ばれ、また通算100本の本塁打を打った。しかし8月の試合で投球を左目の下に受けて頬骨を粉砕骨折し、しかも左目の網膜も傷ついて失明の恐れがあるとされて、病院に運ばれて戦列を離れた。ここまでシーズン20本の本塁打で通算104本の本塁打を打ちまだ22歳の若さで将来を期待されていた打者であったが、彼は翌年治療に専念した。

### 12球団への拡張
1967年のワールドシリーズが終了してから6日後の10月18日に、アメリカンリーグのオーナー会議が開かれて、この年最下位に終わったカンザスシティ・アスレチックスがオークランドに移転(この年6月にオークランド市は住民投票で新球場の建設費4,300万ドルの予算を承認していた)することを承認し、あわせて現行の10球団制を12球団制に拡張することを遅くとも1971年までには行うことを決議した。しかも増える2球団のフランチャイズはカンザスシティとシアトルとすることも決めて、ただちに発表されて多くの人々を驚かした。これはブレーブスがミルウォーキーからアトランタに移転した際に、反対するミルウォーキー市が訴訟にまでなった混乱を防ぐための予防措置でもあった。しかし少なくとも4年後には球団を持つことになったカンザスシティはこれに満足せず、ミズーリ州選出の上院議員で政界の実力者でもあったスチュアート・サイミントンらが連盟に圧力をかけたため、アメリカンリーグのジョー・クローニン会長は翌日の19日に再度のオーナー会議を開いて12球団制への移行を2年早めて1969年に行うことを決めた。この突然の決定にナショナルリーグは反発したが、結局11月末にはナショナルリーグも12球団制を採用することを決め、但し実施は当初の案通り1971年とした。早速ダラスとフォートワース、バッファロー、ミルウォーキー、サンディエゴ、デンバーが誘致に動き始めて、翌年春にはアメリカンリーグと同じく1969年から実施することとなった。

### 年俸最低額引き上げ交渉
1966年7月に選手会事務局長に就任したマービン・ミラーは、単身選手会に乗り込んでからすぐに選手たちの年俸を調査した。1966年の時点で選手の平均は2万2,000～2万3,000ドルで、メジャーリーガー全体の半数は1万7,000ドル以下、39.7％が1万5,000ドル以下、26.5％が1万2,000ドル以下であり、しかも各球団25名の現役選手の内6.1%は最低年俸額の7,000ドルに甘んじている現状を把握した。1957年以降この最低額は変わらず、選手会はこの7,000ドルの最低額を1万2,000ドルに引き上げる交渉を始める決議をして、1967年7月に9項目にわたる要望書を各20球団のオーナーに送った。そして1967年のあいだに選手側とオーナー側との協議は14回開かれて、翌年に持ち越しとなったが1968年2月21日に合意に達した。

## 最終成績

### レギュラーシーズン
| 順 | チーム                         | 勝利 | 敗戦 | 勝率 | G差  |
| -- | ------------------------------ | ---- | ---- | ---- | ---- |
| 1  | ボストン・レッドソックス       | 92   | 70   | .568 | --   |
| 2  | デトロイト・タイガース         | 91   | 71   | .562 | 1.0  |
| 3  | ミネソタ・ツインズ             | 91   | 71   | .562 | 1.0  |
| 4  | シカゴ・ホワイトソックス       | 89   | 73   | .549 | 3.0  |
| 5  | カリフォルニア・エンゼルス     | 84   | 77   | .522 | 7.5  |
| 6  | ボルチモア・オリオールズ       | 76   | 85   | .472 | 15.5 |
| 7  | ワシントン・セネタース         | 76   | 85   | .472 | 15.5 |
| 8  | クリーブランド・インディアンス | 75   | 87   | .463 | 17.0 |
| 9  | ニューヨーク・ヤンキース       | 72   | 90   | .444 | 20.0 |
| 10 | カンザスシティ・アスレチックス | 62   | 99   | .385 | 29.5 |

| 順 | チーム                         | 勝利 | 敗戦 | 勝率 | G差  |
| -- | ------------------------------ | ---- | ---- | ---- | ---- |
| 1  | セントルイス・カージナルス     | 101  | 60   | .627 | --   |
| 2  | サンフランシスコ・ジャイアンツ | 91   | 71   | .562 | 10.5 |
| 3  | シカゴ・カブス                 | 87   | 74   | .540 | 14.0 |
| 4  | シンシナティ・レッズ           | 87   | 75   | .537 | 14.5 |
| 5  | フィラデルフィア・フィリーズ   | 82   | 80   | .506 | 19.5 |
| 6  | ピッツバーグ・パイレーツ       | 81   | 81   | .500 | 20.5 |
| 7  | アトランタ・ブレーブス         | 77   | 85   | .475 | 24.5 |
| 8  | ロサンゼルス・ドジャース       | 73   | 89   | .451 | 28.5 |
| 9  | ヒューストン・アストロズ       | 69   | 93   | .426 | 32.5 |
| 10 | ニューヨーク・メッツ           | 61   | 101  | .377 | 40.5 |

### オールスターゲーム
- ナショナルリーグ 2 - 1 アメリカンリーグ

### ワールドシリーズ
- レッドソックス 3 - 4 カージナルス

| 10/4 –  | カージナルス   | 2 | - | 1 |  | レッドソックス |
| 10/5 –  | カージナルス   | 0 | - | 5 |  | レッドソックス |
| 10/7 –  | レッドソックス | 2 | - | 5 |  | カージナルス   |
| 10/8 –  | レッドソックス | 0 | - | 6 |  | カージナルス   |
| 10/9 –  | レッドソックス | 3 | - | 1 |  | カージナルス   |
| 10/11 – | カージナルス   | 4 | - | 8 |  | レッドソックス |
| 10/12 – | カージナルス   | 7 | - | 2 |  | レッドソックス |

MVP：ボブ・ギブソン (STL)

## 個人タイトル

### アメリカンリーグ
| 項目   | 選手                           | 記録 |
| ------ | ------------------------------ | ---- |
| 打率   | カール・ヤストレムスキー (BOS) | .326 |
| 本塁打 | ハーモン・キルブルー (MIN)     | 44   |
| 本塁打 | カール・ヤストレムスキー (BOS) | 44   |
| 打点   | カール・ヤストレムスキー (BOS) | 121  |
| 得点   | カール・ヤストレムスキー (BOS) | 112  |
| 安打   | カール・ヤストレムスキー (BOS) | 189  |
| 盗塁   | バート・キャンパネリス (KCA)   | 55   |

| 項目   | 選手                       | 記録 |
| ------ | -------------------------- | ---- |
| 勝利   | ジム・ロンボーグ (BOS)     | 22   |
| 勝利   | アール・ウィルソン (DET)   | 22   |
| 敗戦   | ジョージ・ブルネット (CAL) | 19   |
| 防御率 | ジョー・ホーレン (CWS)     | 2.06 |
| 奪三振 | ジム・ロンボーグ (BOS)     | 246  |
| 投球回 | ディーン・チャンス (MIN)   | 283⅔ |
| セーブ | ミニー・ロハス (CAL)       | 27   |

### ナショナルリーグ
| 項目   | 選手                       | 記録 |
| ------ | -------------------------- | ---- |
| 打率   | ロベルト・クレメンテ (PIT) | .357 |
| 本塁打 | ハンク・アーロン (ATL)     | 39   |
| 打点   | オーランド・セペダ (STL)   | 111  |
| 得点   | ハンク・アーロン (ATL)     | 113  |
| 得点   | ルー・ブロック (STL)       | 113  |
| 安打   | ロベルト・クレメンテ (PIT) | 209  |
| 盗塁   | ルー・ブロック (STL)       | 52   |

| 項目   | 選手                         | 記録 |
| ------ | ---------------------------- | ---- |
| 勝利   | マイク・マコーミック (SF)    | 22   |
| 敗戦   | ジャック・フィッシャー (NYM) | 18   |
| 防御率 | フィル・ニークロ (ATL)       | 1.87 |
| 奪三振 | ジム・バニング (PHI)         | 253  |
| 投球回 | ジム・バニング (PHI)         | 302⅓ |
| セーブ | テッド・アバーナシー (CIN)   | 28   |

## 表彰

### 全米野球記者協会（BBWAA）表彰
| 表彰         | アメリカンリーグ               | ナショナルリーグ          |
| ------------ | ------------------------------ | ------------------------- |
| MVP          | カール・ヤストレムスキー (BOS) | オーランド・セペダ (STL)  |
| サイヤング賞 | ジム・ロンボーグ (BOS)         | マイク・マコーミック (SF) |
| 最優秀新人賞 | ロッド・カルー (MIN)           | トム・シーバー (NYM)      |

### ゴールドグラブ賞
| 守備位置 | アメリカンリーグ               | ナショナルリーグ           |
| -------- | ------------------------------ | -------------------------- |
| 投手     | ジム・カート (MIN)             | ボブ・ギブソン (STL)       |
| 捕手     | ビル・フリーハン (DET)         | ランディ・ハンドリー (CHC) |
| 一塁手   | ジョージ・スコット (BOS)       | ウェス・パーカー (LAD)     |
| 二塁手   | ボビー・ヌープ (CAL)           | ビル・マゼロスキー (PIT)   |
| 三塁手   | ブルックス・ロビンソン (BAL)   | ロン・サント (CHC)         |
| 遊撃手   | ジム・フレゴシ (CAL)           | ジーン・アレー (PIT)       |
| 外野手   | カール・ヤストレムスキー (BOS) | カート・フラッド (STL)     |
| 外野手   | ポール・ブレアー (BAL)         | ロベルト・クレメンテ (PIT) |
| 外野手   | アル・ケーライン (DET)         | ウィリー・メイズ (SF)      |

### その他表彰
| 表彰               | アメリカンリーグ               | ナショナルリーグ           |
| ------------------ | ------------------------------ | -------------------------- |
| カムバック賞       | ディーン・チャンス (MIN)       | マイク・マコーミック (SF)  |
| 最優秀救援投手賞   | ミニー・ロハス (CAL)           | テッド・アバーナシー (CIN) |
| ハッチ賞           | カール・ヤストレムスキー (BOS) | -                          |
| ルー・ゲーリッグ賞 | -                              | アーニー・バンクス (CHC)   |
| ベーブ・ルース賞   | -                              | ルー・ブロック (STL)       |

### アメリカ野球殿堂入り表彰者
BBWAA投票
- レッド・ラフィング

ベテランズ委員会選出
- ブランチ・リッキー (発展貢献者)
- ロイド・ウェイナー